# Emilio Méndez (futbolista)
Emilio Carlos Méndez fue un futbolista argentino de la década de 1930.

## Trayectoria
Emilio Méndez jugaba como half derecho, debutó en 1923 y jugó ininterrumpidamente hasta 1934.
Jugó la primera fecha del fútbol profesional argentino, el 31 de mayo de 1931, en Argentinos Juniors. En ese Campeonato de 1931, Emilio Méndez, que era el capitán del bicho, tuvo asistencia perfecta ya que jugó los 34 partidos del Campeonato. Siguió siendo el half derecho de Argentinos Juniors en los Campeonatos de 1932, 1933 y 1934. Llegó a los 200 partidos el 25 de septiembre de 1932 en la derrota 1-2 ante Chacarita en Humboldt y Padilla, Villa Crespo, totalizó 230 partidos en el club de la Paternal.
En 1938 volvió a jugar en Primera División para Tigre.

## Clubes
| Club                      | País      |
| ------------------------- | --------- |
| Argentinos Juniors        | Argentina |
| Fusión Atlanta-Argentinos | Argentina |
| Tigre                     | Argentina |